# Phantasca puppeius
Phantasca puppeius är en insektsart som först beskrevs av John Obadiah Westwood 1859.  Phantasca puppeius ingår i släktet Phantasca och familjen Diapheromeridae. Inga underarter finns listade i Catalogue of Life.